# Australisches Repräsentantenhaus
Das australische Repräsentantenhaus ist das Unterhaus des australischen Parlaments im Zweikammersystem von Australien. Die Sitzungen finden im Parliament House in Canberra statt.
Dem Repräsentantenhaus gehören 150 Abgeordnete an. Gewählt wird nach dem Instant-Runoff-Voting-System. Jede Legislaturperiode endet nach spätestens drei Jahren. Spätestens 68 Tage danach muss das Repräsentantenhaus neu gewählt werden. Meist finden bereits vor Ablauf dieser Frist Neuwahlen statt.

## Wahlen
Die letzte Wahl fand am 3. Mai 2025 statt.

## Speaker
Zu Beginn jeder Legislaturperiode wählen die Abgeordneten den Sprecher (engl.: Speaker) des Repräsentantenhauses, der den Vorsitz übernimmt. Er leitet die Plenarsitzungen und vertritt das Repräsentantenhaus in Angelegenheiten gegenüber der Regierung. Es ist den Abgeordneten möglich, ihn wieder abzuwählen. Seit dem 26. Juli 2022 übt Milton Dick dieses Amt aus.
Traditionell stellt die Regierungspartei den Speaker. Kommt es nach einer Parlamentswahl zu einem Regierungswechsel, wählt die neue Mehrheit auch einen neuen Speaker.
Die vergleichsweise rauen Umgangsformen in den Parlamentssitzungen machen es dem Speaker gerade während der Fragestunde oft nicht leicht, einen ordnungsgemäßen Ablauf der Sitzungen sicherzustellen. Nach der Geschäftsordnung (engl.: Standing Orders) hat er die Möglichkeit, störende Abgeordnete für eine Stunde von der Sitzung auszuschließen (Standing Order 94a). Bei schwerwiegenden Störungen kann er eine strenge Rüge aussprechen (engl.: to name a member). Hierauf ist es möglich, aus dem Parlament heraus sofort den Antrag zu stellen, den betreffenden Abgeordneten für 24 Stunden auszuschließen (Standing Order 94b).

## Verhältnis zwischen Senat und Repräsentantenhaus
Laut der australischen Verfassung ist das Gewicht beider Kammern etwa gleich groß, zumal die Zustimmung beider erforderlich ist, um ein Gesetz zu erlassen. Zum Premierminister wird zwar üblicherweise der Führer der stärksten Fraktion beziehungsweise der Koalition des Repräsentantenhauses ernannt, in der Regierung sind aber meist sowohl Abgeordnete des Unterhauses als auch Senatoren vertreten. Gesetze, die die Staatsfinanzen betreffen, können nur auf Initiative des Repräsentantenhauses erlassen und auch nur dort abgeändert werden. Somit kann nur die Partei beziehungsweise die Parteienkoalition, die im Unterhaus eine Mehrheit hat, regieren.
In Zeiten, in denen die Regierung im Senat keine Mehrheit hat, was häufig vorkommt und auch derzeit der Fall ist, kommt den Abstimmungen dort in der Praxis eine größere Bedeutung zu.

## Die Rolle der Opposition
Im Repräsentantenhaus beschränkt sich das Mitwirken der Opposition darauf, Argumente gegen die Politik der Regierung zu präsentieren und während der speziell hierfür vorgesehenen Question Time Fragen an die Regierung zu richten.
Darüber hinaus kann die Opposition einen Tadelsantrag gegen die Regierung stellen (engl.: Censure Motion). Sie kann so eine Dringlichkeitsdebatte über die Regierungspolitik erzwingen. In der unmittelbar auf die Debatte folgenden namentlichen Abstimmung (engl.: Division) wird der Tadelsantrag praktisch immer abgelehnt. Bekäme er eine Mehrheit, käme dies faktisch einem Misstrauensvotum gegen die Regierung gleich. In der Praxis kommen Tadelsanträge meist mehr als einmal im Jahr vor.

## Sitzverteilungen seit 1949
Siehe auch: Liste der Mitglieder des australischen Repräsentantenhauses (2025–2028)